# 류우익
류우익(柳佑益, 1950년 1월 6일~)은 대한민국의 대학교수이다. 서울대학교 지리학과 교수, 이명박 정부의 대통령실장과 제8대 주 중국대사, 제36대 통일부 장관을 역임하였다.
상주고등학교 졸업을 거쳐 서울대학교 지리학과를 학사 학위하고 동 대학원에서 석사를 받은 후 독일 킬 대학교에서 지리학 박사학위를 받았다. 
서울대학교 지리학과 교수로 재직 중 이명박 대한민국 대통령 당선 이후 대통령실장으로 임명되었다. 이명박 대통령의 대선 핵심 공약인 한반도 대운하를 실질적으로 입안했다. 주중대사를 거쳐 2011년 제36대 통일부 장관으로 임명되어 2013년까지 재직했다. 
본관은 풍산으로 임진왜란 당시 영의정을 지낸 서애 류성룡의 12대손이며 서애의 3남인 수암 류진 선생의 11대손이다.

## 저서
- 유우익, 《21세기 국토와 환경》- 대통령자문정책기획위원회연구총서 13, 삶과 꿈, 1998년 2월
- 서진영, 유우익, 이원영 (엮은이), 《21세기 한국의 비전》 - 세기적 변화와 한국의 미래 1, 삶과 꿈, 1998년 2월
- 유우익, 《장소의 의미》1 - 유우익의 국토기행, 삶과 꿈, 2004년 7월
- 유우익, 《장소의 의미》2, 삶과 꿈, 2004년 9월

## 같이 보기
- 통일항아리

| 전임 문재인 (대통령비서실장) | 초대 대통령실장 2008년 2월 25일~2008년 6월 10일 | 후임 정정길 |

| 전임 신정승 | 제8대 주 중국 대사 2010년 1월 11일(신임장 제정)~2011년 5월 7일 | 후임 이규형 |

| 전임 현인택 | 제36대 통일부 장관 2011년 9월 17일~2013년 3월 10일 | 후임 류길재 |